# Jacobo Fúcar el Viejo

Escudo de armas de Fugger von der Lilie.

Jacobo Fúcar o «Jacobo I» (Augsburgo, 1398-Ibidem, 23 de marzo de 1469), apodado como «el Viejo» fue un tejedor, concejal y comerciante. También es el primero de los comerciantes de la familia Fúcar. Fue progenitor de Jacobo Fúcar «el rico».
Su padre fue Hans Fugger, nacido en 1367 en una familia de tejedores de Graben, Augsburgo. Hans Fugger consiguió mediante su propio esfuerzo y dos matrimonios muy provechosos, dejar a su familia un capital nada desdeñable a su muerte en 1408.
Su viuda, Elisabeth Fugger-Gfattermann, dirigió el taller de tejedores hasta su muerte, que acaeció en 1436. Sus hijos Andreas y Jacobo la dejaron para hacerse aprendices de orfebre y ella administró el telar y el comercio de paños.
Entre los tres miembros de la familia consiguieron cierta prosperidad, pues aunque todavía eran comerciantes de mediana importancia consiguieron amasar una considerable cantidad de dinero. Tras la muerte de la madre, Andreas asumió el liderazgo de la empresa familiar hasta que en 1454 se dividió en dos. Jakob tomó su parte y la llevó por su cuenta. Tuvo éxito, pues ocho años después de la muerte de su madre, era uno de los doce hombres más ricos de Augsburgo.
Jacobo Fúcar se casó el 13 de abril de 1441 con Barbara Bäsinger, hija del Münzmeister (acuñador), Franz Bäsinger. El matrimonio tuvo once hijos. Ulrich, Georg y, sobre todo, Jacobo Fúcar hijo enriquecieron a la empresa familiar. Jacobo hijo llegaría a ser uno de los hombres más ricos de la historia de Europa.